# Belotić, Osečina
Belotić (izvirno srbsko Белотић) je naselje v Srbiji, ki upravno spada pod Občino Osečina; slednja pa je del Kolubarskega upravnega okraja.

## Demografija
V naselju, katerega izvirno (srbsko-cirilično) ime je Белотић, živi 552 polnoletnih prebivalcev, pri čemer je njihova povprečna starost 46,1 let (44,0 pri moških in 48,1 pri ženskah).
To naselje je, glede na rezultate popisa iz leta 2002, večinoma srbsko, a v času zadnjih treh popisov je opazno zmanjšanje števila prebivalcev.
|  |

| Demografija | Demografija     | Demografija     |
| Leto        | Št. prebivalcev | Št. prebivalcev |
| ----------- | --------------- | --------------- |
|             |                 |                 |
|             |                 |                 |
|             |                 |                 |
|             |                 |                 |
| 1948        | 1175            |                 |
| 1953        | 1187            |                 |
| 1961        | 1108            |                 |
| 1971        | 1047            |                 |
| 1981        | 916             |                 |
| 1991        | 745             | 744             |
| 2002        | 667             | 654             |
|             |                 |                 |

| Etnična sestava po popisu iz leta 2002 | Etnična sestava po popisu iz leta 2002 | Etnična sestava po popisu iz leta 2002 | Etnična sestava po popisu iz leta 2002 | Etnična sestava po popisu iz leta 2002 |
| -------------------------------------- | -------------------------------------- | -------------------------------------- | -------------------------------------- | -------------------------------------- |
| Srbi                                   | Srbi                                   |                                        | 651                                    | 99,54%                                 |
| Neznano                                | Neznano                                |                                        | 3                                      | 0,45%                                  |